# Oschin von Armenien
Oschin von Armenien (armenisch Օշին; * 1282; † 20. Juli 1320) war von 1307 bis 1320 König von Kleinarmenien.
Oschin war ein Sohn von Leon III. und Keran (Kir Anna), Tochter des Fürsten Hethum von Lambron. Er gehörte der Dynastie der Hethumiden an.
Oschin von Armenien kam nach der Ermordung seines Neffen, König Leon IV. und  seines Bruders Hethum II. im August 1307 durch den mongolischen Emir Bilarghu in Anazarba an die Macht. Er begann seine Herrschaft mit der Aufstellung eines Heeres und der Vertreibung der Mongolen. Oschin favorisierte eine Union der Armenischen Apostolischen Kirche und der Römisch-katholischen Kirche. Dies erregte das Missfallen der Bevölkerung und der armenischen Barone. 1309 ließ er den Onkel seiner Frau, Oschin, den Marschall von Armenien, wegen des Mordes an Thoros III. hinrichten.
Seine Schwester Isabella von Armenien heiratete Amalrich von Tyrus. Als Amalrich 1310 die Macht auf Zypern von Heinrich II. übernahm, wurde dieser von Oschin in Kilikisch-Armenien unter Arrest gehalten. Nach der Ermordung Amalrichs im selben Jahr kehrte Heinrich II. nach Zypern zurück.
Oschin war dreimal verheiratet; zuerst mit Isabella von Korykos, mit der er einen Sohn,  Leon V. hatte. Sie starb 1310. Danach führte er eine kurze Ehe mit Isabella von Lusignan, einer Tochter von König Hugo III. von Zypern. Oschin trennte sich vor 1316 von ihr. In dritter Ehe heiratete er im Februar 1316 Johanna von Anjou, eine Tochter des Titularkaisers von Konstantinopel, Philipp I. von Tarentin Tarsus.
Wahrscheinlich wurde König Oschin von Oschin von Korykos, seinem Cousin und Schwager vergiftet. Nach Oschins Tod am 20. Juli 1320 folgte ihm sein elfjähriger Sohn Leon V. auf den Thron.